# Carlo Cassola

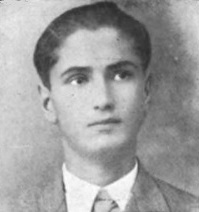
Carlo Cassola

Carlo Cassola (* 17. März 1917 in Rom; † 29. Januar 1987 in Montecarlo, Provinz Lucca) war ein italienischer Schriftsteller.

## Leben
Cassola nahm während des Zweiten Weltkriegs an den Partisanenkämpfen in der Toskana teil. Nach Ende des Krieges war er Gymnasiallehrer in Grosseto.
Carlo Cassola wurde am 17. März 1917 in Rom geboren. Sein Vater war Redakteur der Zeitschrift/Zeitung Avanti! (wörtl.: Vorwärts!) und anfangs Sozialist. Mit der Zeit wurde er aber überzeugter mussoliniano (= Mussolinianhänger). Als Gymnasiast freundete er sich 1932 mit einer Gruppe junger Intellektueller an. Er las Dedalus und Gente di Dublino von James Joyce und war begeistert vom amerikanischen Kino. Er trat der Gruppe von Ruggero Zangrandi und Mario Alicata bei. Im Studienjahr 1935/36 absolvierte er ein Jurastudium an der Universität von Rom. 1937 absolvierte er den Militärdienst. Er veröffentlichte seine erste Erzählungen: Paura e tristezza (wörtl. Angst und Traurigkeit) erschien im Il Meridiano di Roma. 1939 schloss er in Zivilrecht ab und trat einer Gruppe von Florentinern bei. Sie schrieben La vista (Sicht), Il cacciatore (Jäger) und Tempi memorabili (Bemerkenswerte Zeiten). 1940 heiratete er und leistete danach Militäreinsatz im Krieg.
1949 gewann er den Wettbewerb in Geschichte, Philosophie und Pädagogik und konnte danach in Foligno und Volterra unterrichten. Nach der Befreiung 1944 schrieb er sich in den Partito d’Azione ein, in dem er bis 1946 blieb. Die Le Amiche schrieb er 1947. 1948 ließ sich in Grosseto nieder, wo er bis 1962 blieb. Il taglio del bosco entstand und wurde 1954 publiziert. Er wurde Vater einer Tochter. 1949 verfasste er Fausto e Anna, einen autobiografisch inspirierten Roman, der 1952 publiziert wurde. 1953 erschien im "Ponte" La casa sul Lungotevere (bekam später den Titel Esilitati) und begann La casa di via Valdier und Il soldato zu schreiben. Mit einer italienischen Intellektuellengruppe ging er 1955 nach China, worüber er einen Bericht schrieb. Dort traf einen jungen Bibliotheksdirektor von Grosseto, Luciano Bianciardi, und schrieb in Zusammenarbeit mit diesem I minatori della Maremma. 1956 kamen Il matrimonio del dopoguerra, Viaggio in Cina und La Casa di via Valadier heraus. Il soldato, I minatori della Maremma und Edition: Il taglio del bosco. publizierte er 1958. Er schrieb 1960 La ragazza di Bube, eine Geschichte von Treue und Verzicht/Aufopferung von einer echten Geschichte inspiriert. Un cuore arido publizierte er 1961. Außerdem verfasste er zahlreiche weitere Publikationen in den folgenden 16 Jahren. Nach schwerer und langer Krankheit starb er am 30. Januar 1987 in Montecarlo in der Provinz Lucca.

## Werk
Die Romane und Erzählungen Cassolas spielen meist in der Toskana und zeigen in der Nüchternheit eines Tatsachenberichts individuelle Schicksale während der faschistischen Epoche.

## Auszeichnungen
1960 erhielt er den Premio Strega.

## Werke (Auswahl)
- Fausto e Anna (1952)
- Il taglio nel bosco (1955)
- I minatori della Maremma, 1956 (in Zusammenarbeit mit Luciano Bianciardi)
- La ragazza di Bube (1960, dt.: Mara)
- Un cuore arido (1961, dt.: Ein sprödes Herz)
- Tempi memorabili (1966, dt.: Erinnerung an ein Mädchen)
- Storia di Ada (1967, dt.: Ada)
- Monte Mario (1973)
- L'antagonista (1976)
- Un uomo solo (1978)